# Michael McIntyre's Comedy Roadshow
Michael McIntyre's Comedy Roadshow er et britisk tv-program sendt fra forskellige steder i Storbritannien og Irland med stand-up-komikeren Michael McIntyre som vært. I hver episode fremfører McIntyre en rutine og bliver efterfulgt af tre andre komikere samt episodens hovednummer.
Programmet kørte i to sæsoner i henholdsvis 2009 og 2010. En timelang juleepisode blev vist den 25. december 2011.
Efter McIntyre fik succes med sine optrædener i programmet Live at the Apollo, begyndte han på Michael McIntyre's Comedy Roadshow.

## Episoder

### Sæson 1
| Sæsonafsnit (afsnit i alt) | Sted                                      | Komikere        | Hovednummer                             | Sendt første gang |
| -------------------------- | ----------------------------------------- | --------------- | --------------------------------------- | ----------------- |
| 1 (1)                      | Edinburgh Playhouse Edinburgh, Skotland   | Kevin Bridges   | Rhod Gilbert                            | 6. juni 2009      |
| 1 (1)                      | Edinburgh Playhouse Edinburgh, Skotland   | Stewart Francis | Rhod Gilbert                            | 6. juni 2009      |
| 1 (1)                      | Edinburgh Playhouse Edinburgh, Skotland   | Mark Watson     | Rhod Gilbert                            | 6. juni 2009      |
| 2 (2)                      | O2 Apollo Manchester Manchester, England  | John Bishop     | Jason Manford                           | 13. juni 2009     |
| 2 (2)                      | O2 Apollo Manchester Manchester, England  | Mick Ferry      | Jason Manford                           | 13. juni 2009     |
| 2 (2)                      | O2 Apollo Manchester Manchester, England  | Sarah Millican  | Jason Manford                           | 13. juni 2009     |
| 3 (3)                      | Birmingham Hippodrome Birmingham, England | Steve Hughes    | Shappi Khorsandi                        | 20. juni 2009     |
| 3 (3)                      | Birmingham Hippodrome Birmingham, England | Tom Stade       | Shappi Khorsandi                        | 20. juni 2009     |
| 3 (3)                      | Birmingham Hippodrome Birmingham, England | Paul Tonkinson  | Shappi Khorsandi                        | 20. juni 2009     |
| 4 (4)                      | Grand Theatre Swansea, Wales              | Alun Cochrane   | Sean Lock                               | 27. juni 2009     |
| 4 (4)                      | Grand Theatre Swansea, Wales              | Ava Vidal       | Sean Lock                               | 27. juni 2009     |
| 4 (4)                      | Grand Theatre Swansea, Wales              | Steve Williams  | Sean Lock                               | 27. juni 2009     |
| 5 (5)                      | Waterfront Hall Belfast, Nordirland       | Neil Delamere   | Patrick Kielty                          | 4. juli 2009      |
| 5 (5)                      | Waterfront Hall Belfast, Nordirland       | Kerry Godliman  | Patrick Kielty                          | 4. juli 2009      |
| 5 (5)                      | Waterfront Hall Belfast, Nordirland       | Jeff Green      | Patrick Kielty                          | 4. juli 2009      |
| 6 (6)                      | Brighton Dome Brighton, England           | Jo Caulfield    | Al Murray i rollen som The Pub Landlord | 11. juli 2009     |
| 6 (6)                      | Brighton Dome Brighton, England           | Micky Flanagan  | Al Murray i rollen som The Pub Landlord | 11. juli 2009     |
| 6 (6)                      | Brighton Dome Brighton, England           | Jon Richardson  | Al Murray i rollen som The Pub Landlord | 11. juli 2009     |

### Sæson 2
| Sæsonafsnit (afsnit i alt) | Sted                                          | Komikere         | Hovednummer    | Sendt første gang  |
| -------------------------- | --------------------------------------------- | ---------------- | -------------- | ------------------ |
| 1 (7)                      | Theatre Royal Glasgow, Skotland               | Craig Campbell   | Kevin Bridges  | 18. september 2010 |
| 1 (7)                      | Theatre Royal Glasgow, Skotland               | Milton Jones     | Kevin Bridges  | 18. september 2010 |
| 1 (7)                      | Theatre Royal Glasgow, Skotland               | Daniel Sloss     | Kevin Bridges  | 18. september 2010 |
| 2 (8)                      | Sunderland Empire Theatre Sunderland, England | Simon Evans      | Sarah Millican | 25. september 2010 |
| 2 (8)                      | Sunderland Empire Theatre Sunderland, England | Imran Yusuf      | Sarah Millican | 25. september 2010 |
| 2 (8)                      | Sunderland Empire Theatre Sunderland, England | Jimeoin          | Sarah Millican | 25. september 2010 |
| 3 (9)                      | Grand Theatre Blackpool, England              | Terry Alderton   | John Bishop    | 2. oktober 2010    |
| 3 (9)                      | Grand Theatre Blackpool, England              | Miles Jupp       | John Bishop    | 2. oktober 2010    |
| 3 (9)                      | Grand Theatre Blackpool, England              | Justin Moorhouse | John Bishop    | 2. oktober 2010    |
| 4 (10)                     | Olympia Theatre Dublin, Irland                | Keith Farnan     | Tommy Tiernan  | 9. oktober 2010    |
| 4 (10)                     | Olympia Theatre Dublin, Irland                | Andrew Lawrence  | Tommy Tiernan  | 9. oktober 2010    |
| 4 (10)                     | Olympia Theatre Dublin, Irland                | Zoe Lyons        | Tommy Tiernan  | 9. oktober 2010    |
| 5 (11)                     | Bristol Hippodrome Bristol, England           | Hal Cruttenden   | Noel Fielding  | 16. oktober 2010   |
| 5 (11)                     | Bristol Hippodrome Bristol, England           | Mike Gunn        | Noel Fielding  | 16. oktober 2010   |
| 5 (11)                     | Bristol Hippodrome Bristol, England           | Seann Walsh      | Noel Fielding  | 16. oktober 2010   |
| 6 (12)                     | Grand Theatre Leeds, England                  | Sean Collins     | Ardal O'Hanlon | 23. oktober 2010   |
| 6 (12)                     | Grand Theatre Leeds, England                  | Andi Osho        | Ardal O'Hanlon | 23. oktober 2010   |
| 6 (12)                     | Grand Theatre Leeds, England                  | Jack Whitehall   | Ardal O'Hanlon | 23. oktober 2010   |

### Juleepisode
| Afsnit           | Sted                               | Komikere                                 | Musikindslag                   | Sendt første gang |
| ---------------- | ---------------------------------- | ---------------------------------------- | ------------------------------ | ----------------- |
| 13 (juleepisode) | Drury Lane-teatret London, England | Rob Brydon                               | Pixie Lott (duet med McIntyre) | 25. december 2011 |
| 13 (juleepisode) | Drury Lane-teatret London, England | James Corden og Miranda Hart (sammen)    | Pixie Lott (duet med McIntyre) | 25. december 2011 |
| 13 (juleepisode) | Drury Lane-teatret London, England | Jack Dee                                 | Pixie Lott (duet med McIntyre) | 25. december 2011 |
| 13 (juleepisode) | Drury Lane-teatret London, England | Rhod Gilbert                             | Kylie Minogue                  | 25. december 2011 |
| 13 (juleepisode) | Drury Lane-teatret London, England | Sean Lock                                | Kylie Minogue                  | 25. december 2011 |
| 13 (juleepisode) | Drury Lane-teatret London, England | David Mitchell (monolog; ikke på scenen) | Kylie Minogue                  | 25. december 2011 |